# 나스카 리
나스카 리(Nascar Lee)는 대한민국의 래퍼다. 2019년 EP 《Narcar Lee》로 데뷔했다 